# ديدييه أوينانجار
ديدييه فلوران أوينانجار (23 فبراير 1953 - 29 سبتمبر 2006)، مخرج سينمائي من مواليد بومباي في جمهورية إفريقيا الوسطى، اشتهر بكتابته وإخراجه لفيلم «صمت الغابة» التعاون مع المخرج الكاميروني باسسيك با كوبهيو، وهو مأخوذ عن رواية كتبها إتيان جوييميدي. الفيلم أول فيلم روائي طويل تنتجه جمهورية أفريقيا الوسطى، كما أن ديدييه قد أخرج العديد من الأفلام الوثائقية وفيلم روائي قصير بعنوان «لماذا نصوت؟».

## حياته
ولد أوينانجر في بامباري. وبعد دراسة السينما في أبيدجان في ساحل العاج، تخرج من جامعة رين.
صمت الغابة هو مشروع صممه أوينانجر، الذي اتصل بـباسيك با كوبيهو للمساعدة في العثور على التمويل. كُتب باللغة الفرنسية ولغة السانجو، وتم تصويره في جمهورية إفريقيا الوسطى والجابون. يروي قصة جونابا، وهو أفريقي تلقى تعليمه في أوروبا، وقرر العودة إلى وطنه، لكنه يدرك بشكل متزايد استحالة كسر القوالب النمطية وفهم أسلوب حياة شعب باكا «شعب الغابة»، يحاول مساعدتهم على تحرير أنفسهم من «الرجال العظماء» الذين لا تطاق عنصريتهم بعد أربعين عاما من استقلال البلاد. في نهاية محنة طويلة، هناك حقيقة واحدة ثابتة: السعادة هي أكثر شيء نسبيًا في العالم..
ترشح الفيلم لجائزة الرابطة الفرنسية للفنون والسينمات لمهرجان كان السينمائي لعام 2003.
توفي أوينانجار في 29 سبتمبر 2006.